# Grúzia a 2006. évi téli olimpiai játékokon
Grúzia az olaszországi Torinóban megrendezett 2006. évi téli olimpiai játékok egyik részt vevő nemzete volt. Az országot az olimpián 2 sportágban 3 sportoló képviselte, akik érmet nem szereztek.

## Alpesisí
Férfi
| Versenyző          | Versenyszám      | 1. futam | 1. futam | 2. futam | 2. futam | Összesítés | Összesítés |
| Versenyző          | Versenyszám      | Idő      | Hely.    | Idő      | Hely.    | Idő        | Helyezés   |
| ------------------ | ---------------- | -------- | -------- | -------- | -------- | ---------- | ---------- |
| Iaszon Abramasvili | Műlesiklás       | 1:01,84  | 46.      | 56,83    | 34.      | 1:58,67    | 32.        |
| Iaszon Abramasvili | Óriás-műlesiklás | 1:27,59  | 33.      | 1:27,27  | 30.      | 2:54,86    | 29.        |

## Műkorcsolya
| Versenyző           | Versenyszám  | Rövid program | Rövid program | Kűr     | Kűr     | Összesítés | Összesítés |
| Versenyző           | Versenyszám  | Pont          | Hely.         | Pont    | Hely.   | Pont       | Helyezés   |
| ------------------- | ------------ | ------------- | ------------- | ------- | ------- | ---------- | ---------- |
| Vahtang Murvanidze  | Férfi egyéni | 49,68         | 28.           | kiesett | kiesett | kiesett    | kiesett    |
| Elene Gedevanisvili | Női egyéni   | 57,90         | 6.            | 93,56   | 13.     | 151,46     | 10.        |